# Sándor Györffy-Bengyel
Sándor Györffy-Bengyel, madžarski feldmaršal, * 1886, † 1942.